# Hyla palliata
Espèce
Statut de conservation UICN

 DD  : Données insuffisantes
Hyla palliata est une espèce d'amphibiens de la famille des Hylidae dont la position taxonomique est incertaine (Incertae sedis). Amphibian Species of the World la rapproche de Hypsiboas.

## Répartition
Cette espèce a été décrite comme venant du Paraguay.

## Publication originale
- Cope, 1863 : On TRACHYCEPHALUS, SCAPHIOPUS and other American BATRACHIA. Proceedings of the Academy of Natural Sciences of Philadelphia, vol. 15, p. 43-54 (texte intégral).